# Mapania arunachalensis
Mapania arunachalensis är en halvgräsart som beskrevs av Gaur Das Pal. Mapania arunachalensis ingår i släktet Mapania och familjen halvgräs.
Artens utbredningsområde är Arunachal Pradesh. Inga underarter finns listade i Catalogue of Life.